# Tlstý diel (842 m)
Tlstý diel (842 m) – szczyt w Wielkiej Fatrze na Słowacji. Znajduje się na jej północnych zboczach opadających do Kotliny Turczańskiej, po wschodniej stronie wsi Turčianske Jaseno.
Tlstý diel znajduje się w zachodnim grzbiecie Jarabiny tworzącym prawe zbocza Jasenskej doliny. Kolejno od wschodu na zachód są to szczyty: Kečka, Končitý vrch, Tisové,  Tlstý diel i Brvenné. Północno-wschodnie i wschodnie stoki Tlstego diela opadają do Sklabińskiej doliny, w północno-zachodnie wcina się dolinka potoku oddzielająca Tlstý diel od Brvennégo.  Stoki południowe opadają do przełęczy Mažiarky. W kierunku południowo-zachodnim odchodzi krótki i niski grzbiet z wierzchołkiem Hradište. Grzbiet ten zamyka Jasenską dolinę od północy i powoduje, że powyżej wsi Turčianske Jaseno zmienia ona kierunek na zachodni i uchodzi do Kotliny Turczańskiej w sąsiedniej wsi Belá-Dulice.
Opadające do Sklabinskej doliny stoki Tlstego dielu porasta las. Od strony wsi Turčianske Jaseno lasem porośnięta jest górna część stoków, dolna to należące do tej miejscowości duże łąki, na mapie opisane jako Biely potok. Duże łąki znajdują się również na południowym grzbiecie Tlstego diela. Tlstý diel znajduje się poza granicami Parku Narodowego Wielka Fatra i jest użytkowany gospodarczo. Nie prowadzi przez niego żaden szlak turystyczny.